# غابرييل فورتادو
غابرييل فورتادو هو لاعب كرة قدم برازيلي في مركز الوسط، ولد في 9 ديسمبر 1999 في تاوباتي في البرازيل. لعب مع نادي بالميراس ونادي مسيمير القطري.

## وصلات خارجية
- غابرييل فورتادو على موقع قاعدة بيانات كرة القدم.إي يو (الإنجليزية)
- غابرييل فورتادو على موقع Soccerway.com (الإنجليزية)